# Phyllodactylus xanti
Espèce
Synonymes
- Phyllodactylus mentalis Werner, 1910
- Phyllodactylus angelensis Dixon, 1966
- Phyllodactylus apricus Dixon, 1966
- Phyllodactylus santacruzensis Dixon, 1966
- Phyllodactylus tinklei Dixon, 1966
- Phyllodactylus xanti acorius Dixon, 1966
- Phyllodactylus xanti angulus Dixon, 1966
- Phyllodactylus xanti circus Dixon, 1966
- Phyllodactylus xanti coronatus Dixon, 1966
- Phyllodactylus xanti estebanensis Dixon, 1966

Statut de conservation UICN

 LC  : Préoccupation mineure
Phyllodactylus xanti est une espèce de geckos de la famille des Phyllodactylidae.

## Répartition
Cette espèce se rencontre  :
- aux États-Unis dans le Sud de la Californie ;
- au Mexique en Basse-Californie, en Basse-Californie du Sud et dans le Sonora.

## Liste des sous-espèces
Selon The Reptile Database (14 mai 2016) :
- Phyllodactylus xanti sloani Bostic, 1971
- Phyllodactylus xanti xanti Cope, 1863
- Phyllodactylus xanti zweifeli Dixon, 1964

## Étymologie
Cette espèce est nommée en l'honneur de John Xantus de Vesey. La sous-espèce Phyllodactylus xanti zweifeli est nommée en l'honneur de Richard George Zweifel et la sous-espèce Phyllodactylus xanti sloani est nommée en l'honneur d'Allan John Sloan.

## Systématique et taxinomie
Les espèces Phyllodactylus angelensis, Phyllodactylus apricus, Phyllodactylus santacruzensis et Phyllodactylus tinklei et les sous-espèces Phyllodactylus xanti acorius, Phyllodactylus xanti angulus, Phyllodactylus xanti circus, Phyllodactylus xanti coronatus et Phyllodactylus xanti estebanensis ont été placées en synonymie avec Phyllodactylus xanti par Larry Lee Grismer en 1999.

## Publications originales
- Bostic, 1971 : Herpetofauna of the Pacific Coast of north central Baja California, Mexico, with a description of a new subspecies of Phyllodactylus xanti. Transactions of the San Diego Society of Natural History, vol. 16, no 10, p. 237—263 (texte intégral).
- Cope, 1864 "1863" : Descriptions of new American Squamata in the Museum of the Smtihsonian Institution. Proceedings of the Academy of Natural Sciences of Philadelphia, vol. 15, p. 100-106 (texte intégral).
- Dixon, 1964 : The systematics and distribution of lizards of the genus Phyllodactylus in North and Central America. New Mexico State University Science Bulletin, vol. 64, p. 1-139.